# Chaetocoelia distinctissima
Chaetocoelia distinctissima är en tvåvingeart som först beskrevs av Ignaz Rudolph Schiner 1868.  Chaetocoelia distinctissima ingår i släktet Chaetocoelia och familjen lövflugor.
Artens utbredningsområde är Venezuela. Inga underarter finns listade i Catalogue of Life.